# Epiphyllum phyllanthus
Epiphyllum phyllanthus ist eine Pflanzenart in der Gattung Epiphyllum aus der Familie der Kakteengewächse (Cactaceae). Das Artepitheton phyllanthus leitet sich von den altgriechischen Worten φύλλον phyllon für „Blatt“ und ἄνθος ánthos für „Blüte“ oder „Blume“ ab.

## Beschreibung
Epiphyllum phyllanthus wächst reich verzweigt. Die Haupttriebe sind an der Basis auf einer Länge von 50 bis 100 Zentimetern drehrund oder dreikantig. Darüber werden sie für etwa 100 Zentimeter (oder mehr) abgeflacht. Aus diesen abgeflachten Triebteilen erscheinen die Seitentriebe, die nur auf einer Länge von 2 Zentimetern drehrund beziehungsweise dreikantig sind. Der sich daran anschließende 25 bis 50 Zentimeter lange, linealische, hell- bis mittelgrüne Triebabschnitt ist steif bis biegbar und 3 bis 10 Zentimeter breit. Er besitzt eine auffällige Mittelrippe. Die Triebränder sind gelappt und gezähnt. Die auf den Trieben befindlichen Areolen sind meist mit cremefarbener Wolle und nur selten mit Haaren besetzt.

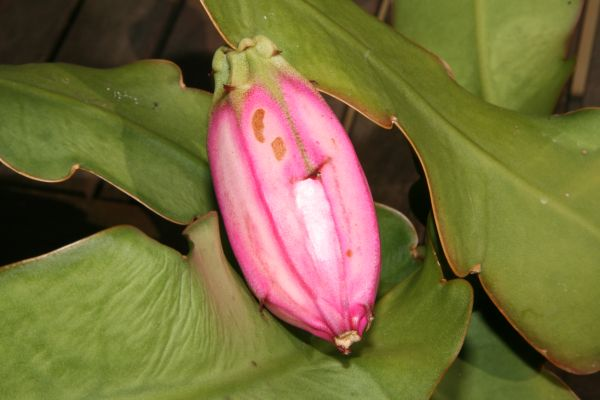
Frucht an Epiphyllum phyllanthus

Die stieltellerförmigen Blüten erscheinen an den abgeflachten Trieben. Sie sind sehr variabel in ihrer Größe, die von 7,5 bis 30 Zentimeter Länge und Durchmessern von 4,5 bis 23 Zentimetern reicht. Die Blütenröhre ist meist doppelt so lang wie die Blütenhüllblätter. Sie ist an aufrechten Trieben gerade und an hängenden Trieben stark gebogen. Die äußeren Blütenhüllblätter sind grünlich gelb mit einem roten Schimmer, die inneren Blütenhüllblätter sind weiß bis cremefarben und 3 bis 10 Millimeter breit. Die ellipsoiden bis eiförmigen, etwas purpurroten, glatten Früchte sind 3 bis 8 Zentimeter lang und duften nicht.

## Verbreitung, Systematik und Gefährdung
Das Verbreitungsgebiet von Epiphyllum phyllanthus reicht von Mexiko über Mittelamerika bis nach Südamerika (Argentinien).
Die Erstbeschreibung als Cactus phyllanthus wurde 1753 von Carl von Linné in Species Plantarum veröffentlicht. Adrian Hardy Haworth stellte die Art 1812 in die Gattung Epiphyllum. Weitere nomenklatorische Synonyme sind Opuntia phyllanthus (L.) Mill. (1768), Cereus phyllanthus (L.) DC. (1828), Phyllocactus phyllanthus (L.) Link (1831) und Rhipsalis phyllanthus (L.) K.Schum. (1890).
Es werden folgende Unterarten und Varietäten unterschieden:
- Epiphyllum phyllanthus subsp. phyllanthus
- Epiphyllum phyllanthus subsp. rubrocoronatum (Kimnach) Ralf Bauer
- Epiphyllum phyllanthus var. plattsii Proctor

Epiphyllum phyllanthus wird in der Roten Liste gefährdeter Arten der IUCN als „Least Concern (LC)“, d. h. nicht gefährdet eingestuft.

## Nachweise

## Weiterführende Literatur
- J. H Cota-Sánchez, D. D. Abreu: Vivipary and offspring survival in the epiphytic cactus Epiphyllum phyllanthus (Cactaceae). In: Journal of Experimental Botany. Band 58, 2007, S. 3865–3873, DOI:10.1093/jxb/erm232, PDF.